# Geranium wilhelminae
Geranium wilhelminae är en näveväxtart som beskrevs av Jan Frederik Veldkamp. Geranium wilhelminae ingår i släktet nävor, och familjen näveväxter. Inga underarter finns listade i Catalogue of Life.